# Scenopinus papuanus
Scenopinus papuanus är en tvåvingeart som först beskrevs av Krober 1912.  Scenopinus papuanus ingår i släktet Scenopinus och familjen fönsterflugor. Inga underarter finns listade i Catalogue of Life.